# Mark Burnett
Pour les articles homonymes, voir Burnett.
Mark Burnett, né le 17 juillet 1960 à Londres (Royaume-Uni), est un producteur, scénariste et réalisateur britannique. Il est le coproducteur des émissions de télévision The Apprentice, Survivor et Martha. Il a coproduit la série La Bible sortie en 2013.
En décembre 2024, Mark Burnett est désigné par le président élu Donald Trump comme envoyé spécial des États-Unis auprès du Royaume-Uni. 

## Biographie
À l'âge de 17 ans, il s'est enrôlé dans l'armée britannique et est devenu commandant de section dans le régiment de parachutistes. De 1978 à 1982, il a servi dans le 3e bataillon du régiment de parachutistes dans la compagnie C et a participé à la guerre des Malouines et en Irlande du Nord.  
En octobre 1982, il a émigré aux États-Unis.
En 1995, il a produit sa première émission, "Eco-Challenge".
En 2013, il a coproduit la série La Bible sortie en 2013 .

## Vie privée
En 2007, il s'est marié à l'actrice Roma Downey.
Burnett est chrétien évangélique. 

## Filmographie

### Comme producteur

#### Cinéma
- 2000 : Survivor - Season One: The Greatest and Most Outrageous Moments (vidéo)
- 2001 : Survivor - Season Two: The Greatest and Most Outrageous Moments (vidéo)
- 2016 : Ben-Hur de Timur Bekmambetov

#### Télévision
- 1996 : Eco Challenge British Columbia (TV)
- 1999 : Eco-Challenge Argentina (feuilleton TV)
- 2000 : Survivor: The Reunion (TV)
- 2001 : Eco Challenge Borneo (TV)
- 2001 : Eco Challenge: US Armed Forces Championship (TV)
- 2002 : Combat Missions (série télévisée)
- 2002 : Eco Challenge New Zealand (TV)
- 2003 : Survivor: Men vs. Women Rumble in the Jungle (TV)
- 2003 : Eco-Challenge Fiji Islands (série télévisée)
- 2003 : Boarding House: North Shore (série télévisée)
- 2003 : The Restaurant (série télévisée)
- 2004 : Commando Nanny (série télévisée)
- 2004 : The Apprentice (série télévisée)
- 2004 : The Casino (série télévisée)
- 2005 : Global Frequency (TV)
- 2005 : Diili (série télévisée)
- 2005 : The contender ("The Contender") (série télévisée)
- 2005 : Rock Star: INXS (série télévisée)
- 2005 : The Apprentice: Martha Stewart (série télévisée)
- 2012 : School Spirits (série télévisée)
- 2013 :  The Bible (mini-série télévisée)

### Comme scénariste
- 2004 : The Apprentice (série télévisée)

### Comme réalisateur
- 2000 : Survivor (série télévisée)